# Rogożyszki
Rogożyszki (lit. Ragožiškės) − wieś na Litwie, w rejonie solecznickim, 9 km na północ od Solecznik, zamieszkana przez 81 ludzi. 
W dwudziestoleciu międzywojennym w Polsce, w powiecie wileńsko-trockim województwa wileńskiego.